# Salwan Momika
Salwan Sabah Matti Momika, född 23 juni 1986 i Bakhdida i Irak, död 29 januari 2025 i Södertälje i Sverige, var en irakisk aktivist och islamkritiker, känd för att vid ett flertal tillfällen ha bränt Koranen på offentlig plats. Han var tidigare ordförande för en militär utbrytargrupp i Irak, och beviljades i april 2021 ett treårigt uppehållstillstånd i Sverige. Han beskrev sig som "politisk flykting".

## Biografi
Momika föddes i en kristen familj i norra Irak. Han beskrev sig själv som ateist och studerade hotell- och turism i Bagdad.

### Politisk bakgrund
Innan Momika reste till Sverige var han politiskt aktiv i Irak. Enligt uppgift i sociala medier ska han ha varit med i Syriska demokratiska partiet, som var en del av den iranstödda shiitiska milisgruppen Folkets mobiliseringsstyrkor (Hashed al-Shaabi på arabiska) och som bekämpade terrorgruppen Islamiska staten. Enligt Dagens Nyheter var han medlem i två milisgrupper: Rouhallah Isa bin Maryam (Guds ande Jesus son till Maria) och Syrianernas hökar, vilka båda utgjorde kristna avdelningar av Folkets mobiliseringsstyrkor.
Han har även förespråkat militärt stöd till den shiamuslimske milisledaren Muqtada al-Sadr i samband med kriget mot IS. I Sverige uttryckte Momika sympatier för Sverigedemokraterna.

### Uppehållstillstånd i Sverige
Den 26 oktober 2023 meddelade Migrationsverket att Salwan Momika skulle utvisas. Han fick även ett återreseförbud på fem år. Momika överklagade, men i februari 2024 fastslog migrationsdomstolen utvisningsbeslutet. Utvisningen kunde dock inte verkställas på grund av hotbilden i hans hemland Irak och han fick därför ett nytt tillfälligt uppehållstillstånd giltigt fram till den 16 april 2024. Den 27 mars 2024 beslutade Migrationsöverdomstolen att inte bevilja prövningstillstånd i målet, vilket innebar att utvisningsbeslutet vann laga kraft. Samma dag uppgav Momika för Expressen att han var på väg till Norge för att söka asyl där istället. Den 4 april greps Momika i Norge och den 11 april utvisades han tillbaka till Sverige. I maj 2024 fick Momika förnyat uppehållstillstånd i Sverige. Enligt Migrationsverket riskerade han att utsättas för tortyr om han skulle skickas tillbaka till hemlandet Irak. Det tillfälliga uppehållstillståndet kom att förlängas i ett år, varefter hans ärende skulle komma att prövas igen.

## Koranbränningar
Vid flera tillfällen år 2023 utförde Momika offentliga bränningar av Koranen, som en form av kritik mot islam. Han lindade även in exemplar i fläskkött och sparkade på dem. Manifestationerna utfördes tillsammans med Salwan Najem, en svensk medborgare som också var invandrad från Irak. Detta ledde till starka reaktioner från den muslimska världen, främst Irak, där Muqtada al-Sadr uppmanade sina anhängare till demonstrationer utanför Sveriges ambassad i Bagdad. Statsminister Ulf Kristersson uttryckte att manifestationerna hade förvärrat hotbilden gentemot Sverige. I slutet av augusti 2023 beslutade medieplattformen Tiktok att stänga av möjligheten för allmänheten att skicka donationer till Momika.
I augusti 2024 åtalades Salwan Momika och Salwan Najem för hets mot folkgrupp i samband med fyra olika koranbränningar i Stockholmsområdet under sommaren 2023. Rättegången hölls i januari 2025, där Momika nekade till anklagelserna. Momika sköts till döds natten innan domen var planerad att meddelas, och på morgonen den 30 januari 2025 meddelade Stockholms tingsrätt att åtalet mot honom lades ner. Najem dömdes till villkorlig dom och dagsböter för hets mot folkgrupp vid fyra olika tillfällen samt bidragsbrott.

## Död
Till följd av koranbränningarna var Salwan Momika föremål för en uttalad hotbild, både från internationella aktörer och kriminella organisationer inom Sverige. Enligt reportage hade en prissumma på två miljoner dollar satts på hans huvud. Vidare rapporterades det att erbjudanden om att avrätta honom mot betalning hade cirkulerat inom den svenska gängmiljön. Hans advokat bekräftade även att han mottagit dödshot. Den 29 januari 2025 blev Salwan Momika skjuten till döds i en lägenhet i stadsdelen Hovsjö i Södertälje. Mordet inträffade under en livesändning på Tiktok, under vilken han under en kort period steg ut på balkongen, och där blev beskjuten.

## Bilder

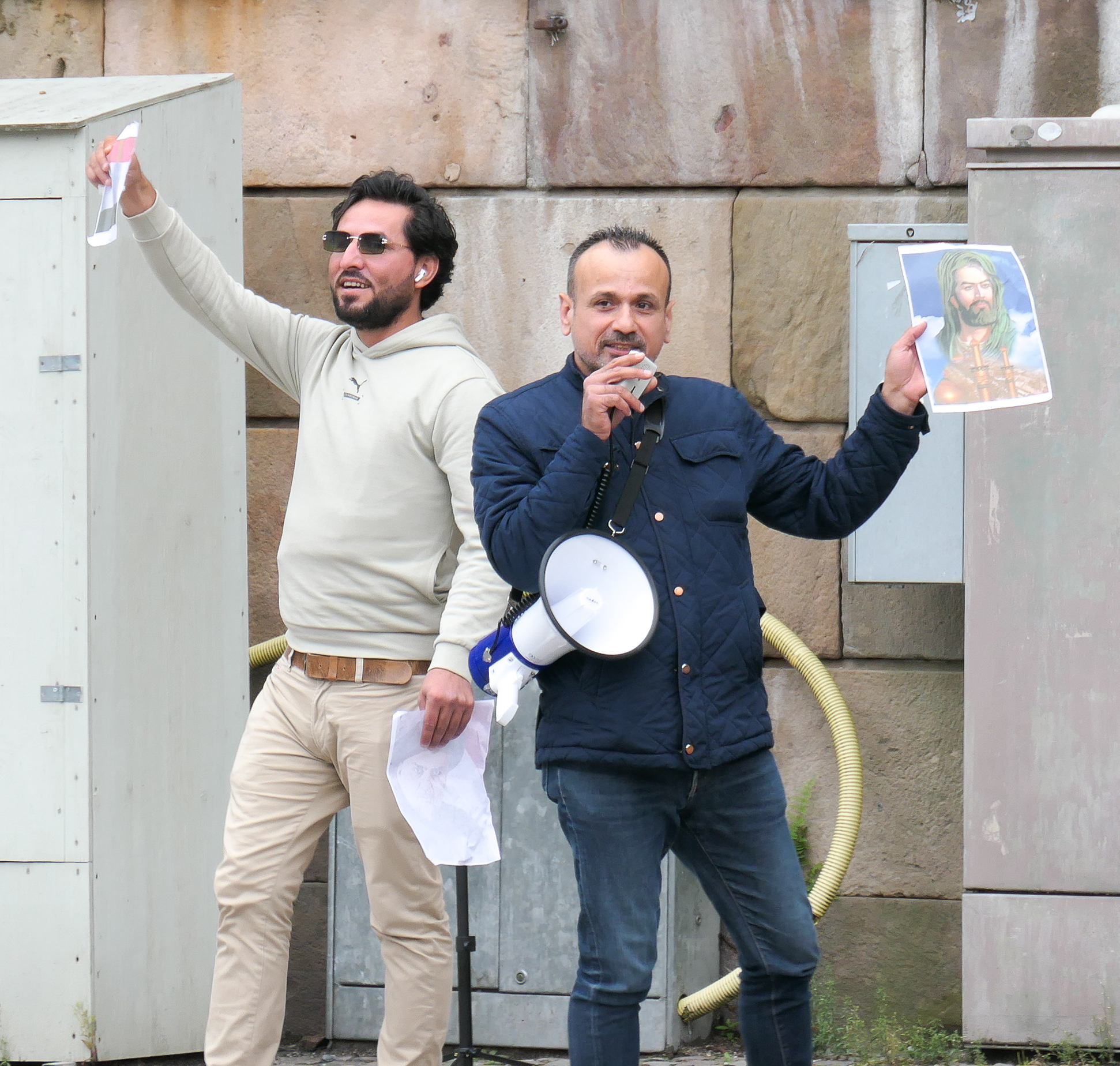
Salwan Momika och Salwan Najem under en gemensam korankampanj på Mynttorget i juli 2023.
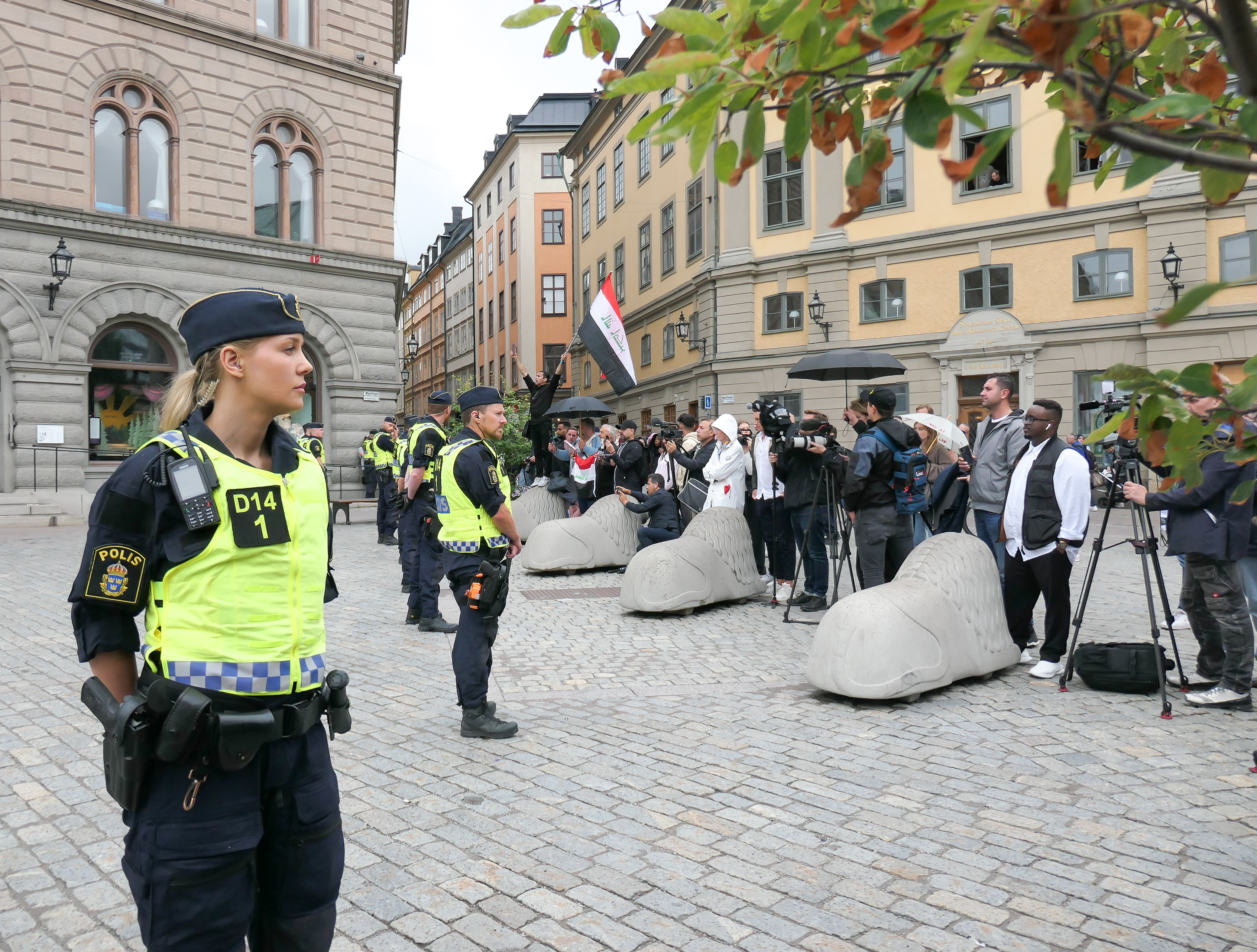
Polisavspärrning framför ett stort pressuppbåd.
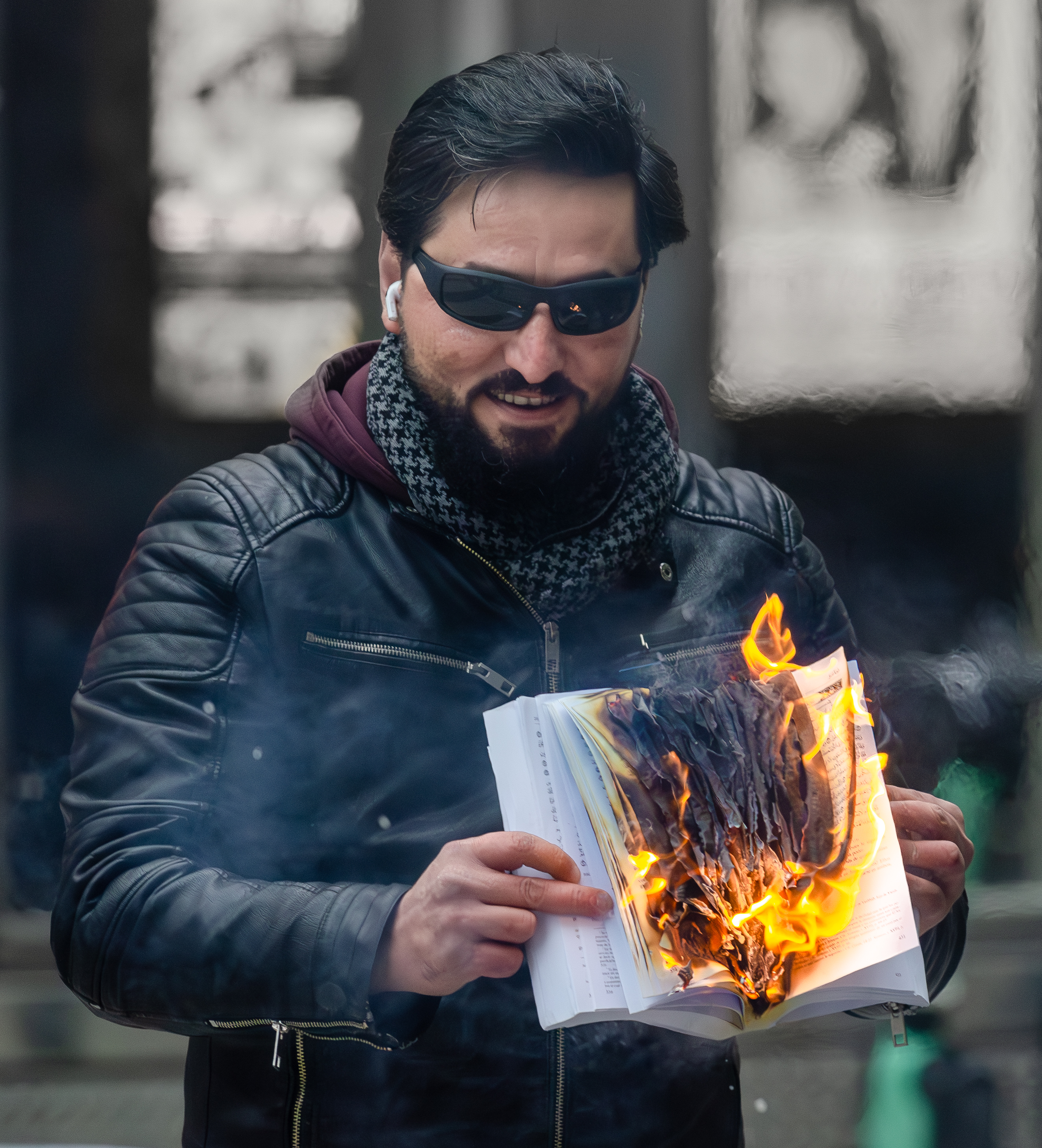
Koranbränning av Salwan Momika på Benny Fredrikssons torg i Stockholm i oktober 2023.